# Staafdiagram

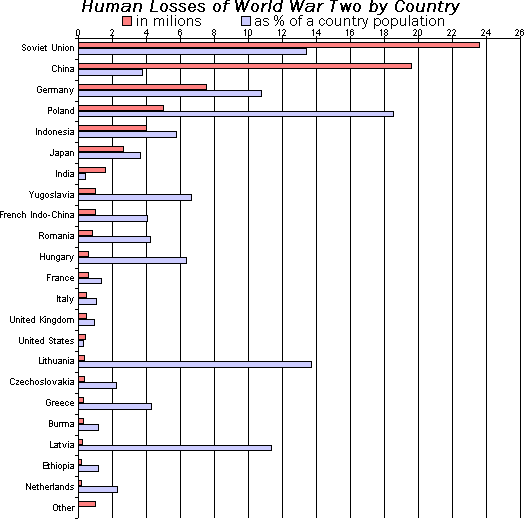
Voorbeeld van een staafdiagram.

Een staafdiagram is de grafische weergave van de frequentieverdeling van data, afkomstig uit een discrete kansverdeling. Dit diagram toont staven van geringe breedte met hoogte gelijk aan de (relatieve) frequenties opgericht boven de mogelijke waarden. Een staafdiagram geeft een beeld van de kansfunctie waaruit de data afkomstig zijn.
Een staafdiagram is de tegenhanger van een histogram bij continue verdelingen. Vermoedelijk werd een staafdiagram, waarvan de opgerichte staven lijken op de scheepsmasten in een haven, vroeger aangeduid als histogram, aangezien dit z'n naam mogelijk ontleent aan het Griekse 'histos' (mast). William Playfair (1759-1824) was de uitvinder van de staafgrafiek.

## Manipulatie
Bij het interpreteren van staafdiagrammen moet, net als bij andere grafieken, de achterliggende bedoeling van de maker in het achterhoofd gehouden worden. Staafdiagrammen zijn bijzonder geschikt om relatief kleine verschillen buitenproportioneel uit te vergroten, zoals te zien is in de twee voorbeelden hieronder.

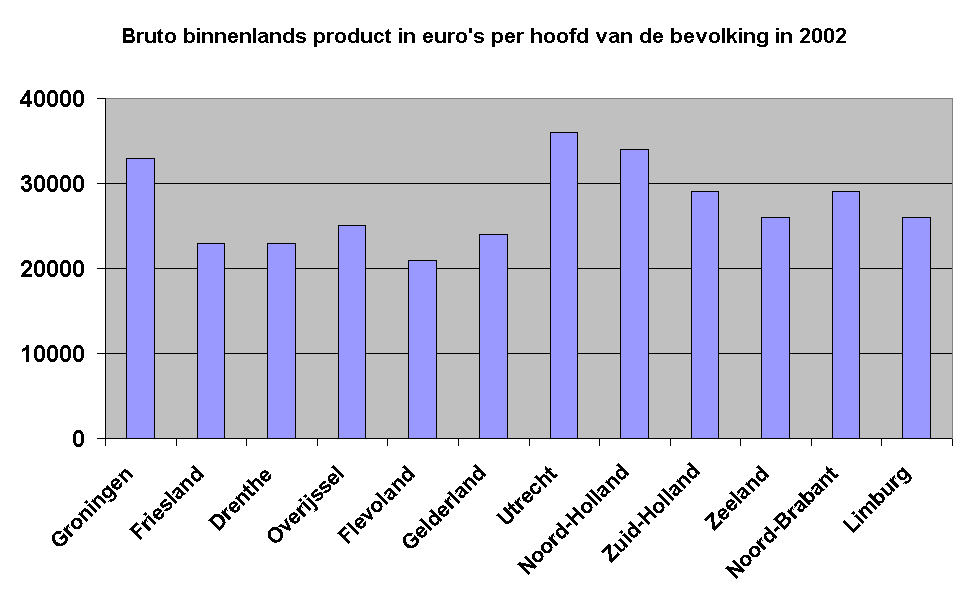
Een staafdiagram

### Objectieve staafdiagrammen
In het bovenste staafdiagram wordt het bruto binnenlands product per provincie weergegeven. Te zien is dat in de provincie Flevoland het minst verdiend wordt, maar de verschillen zijn niet schokkend. Doordat de getallen op de verticale as beginnen bij nul is het mogelijk om de verhoudingen van de staven met elkaar te vergelijken.

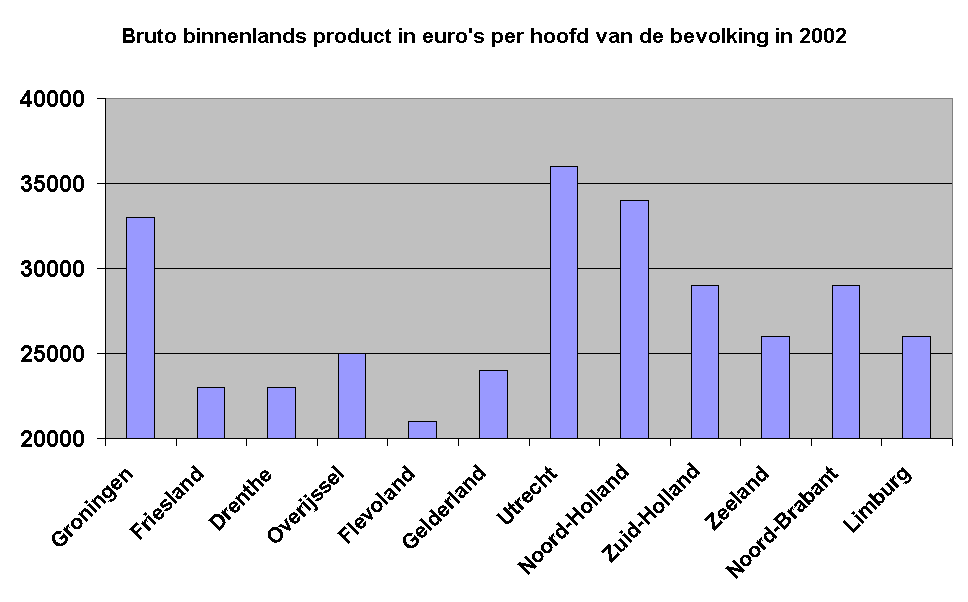
Ondanks dat dit staafdiagram gemaakt is met dezelfde getallen als het staafdiagram hierboven lijken de verschillen tussen de provincies nu veel groter.

### Staafdiagrammen met een bedoeling
Voor wie er belang bij heeft om de indruk te wekken dat er in de provincie Flevoland grote armoede geleden wordt en dat Utrechters wanstaltig rijk zijn is het verleidelijk om het tweede staafdiagram te gebruiken.
De twee staafdiagrammen zijn weliswaar gemaakt aan de hand van dezelfde getallen, maar omdat bij het onderste staafdiagram de getallen op de verticale as niet bij nul beginnen worden de verschillen tussen de provincies buitenproportioneel uitvergroot.
Gemanipuleerde staafdiagrammen worden gebruikt door bijvoorbeeld reclamemakers en politici die hun kiezers ergens van willen overtuigen.

## Beelddiagram
Een speelse vorm van een staafdiagram is een beelddiagram of beeldgrafiek. Daarin wordt de lengte van de staven aangegeven door een overeenkomstig aantal van een bepaald figuurtje, dat meestal de weergegeven grootheid representeert.